# Fannar
Fannar, mansnamn av fornnordiskt ursprung med betydelsen "Snö" eller "Snökrigare". Av förledet "Fann-" med betydelsen "snö" (jmf isländskans "fannhvítur = snövit") samt efterledet "-ar" betecknande maskulinum alt "man" el. "krigare". I dagens läge förekommer det som förnamn i stort sett enbart på Island.